# Camille Le Menn
Camille Le Menn (Brest, 23 febbraio 1934) è un ex ciclista su strada francese, professionista dal 1958 al 1967.

## Carriera
Professionista dal 1958 al 1967, appena approdato tra i pro vinse una tappa del Critérium du Dauphiné Libéré. Sul finire di carriera ottenne un secondo ed un terzo posto, rispettivamente nel 1966 e 1967, ai campionati nazionali su pista nella specialità dell'inseguimento individuale.

## Palmarès

### Strada
- 1956 (Dilettanti)

Paris-Évreux
Paris-Forges-les-Eaux
- 1958 (Peugeot, una vittoria)

2ª tappa Critérium du Dauphiné Libéré
- 1960 (Peugeot, due vittorie)

3ª tappa Tour de l'Oise
1ª tappa Tour du Sud-Ouest
- 1968 (Peugeot, una vittoria)

2ª tappa Tour de Picardie

## Piazzamenti

### Grandi Giri
- Tour de France

1958: 54º
1960: 66º
1961: ritirato (12ª tappa)
1964: 69º